# 酢酸コバルト(II)
酢酸コバルト(II)(Cobalt(II) acetate)は、化学式がCo(C2H3O2)2の二価コバルトの酢酸塩である。四水和物の形で見られる。外見は赤色で、結晶構造は単斜晶系。水に可溶。融点及び沸点は知られていない。